# 荒篤山太郎

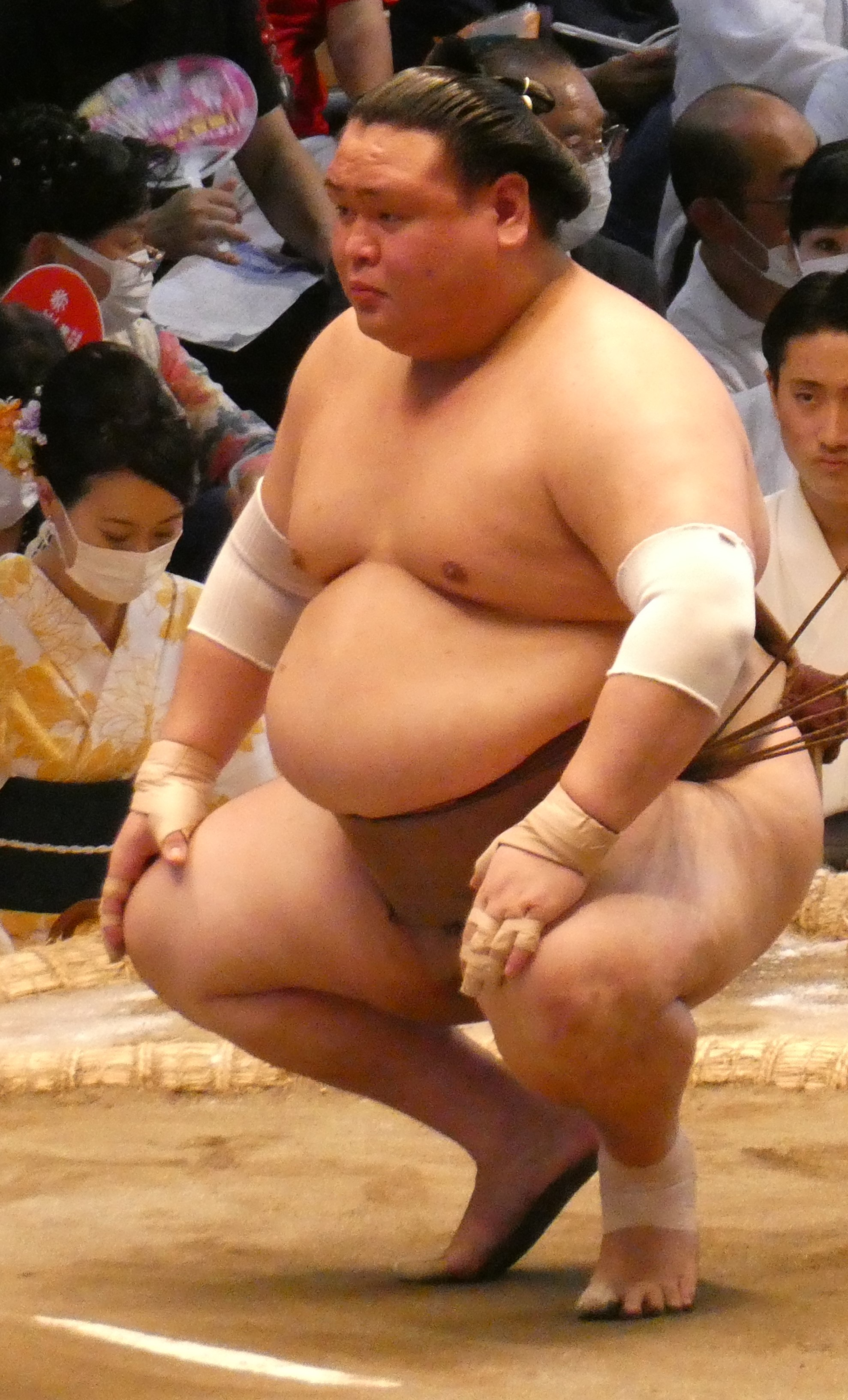
荒篤山太郎

荒篤山太郎（1994年3月11日—），原名Jasper Kenneth Arboladura，菲律賓裔出身的現役大相撲力士，身高1.81米，重157公斤。他所屬的相撲部屋是荒汐部屋，最高位置是西前頭16枚目。
他生於菲律賓的馬卡蒂，12歳移民日本橫濱與在日本工作的母親團聚，後受他繼父勸說學習相撲 ，在取得日本国籍後加入荒汐部屋。在2009年9月初次比賽，在2021年7月場所晉級十兩，在2022年3月場所晉級幕內。